# 長無線鰨
長無線鰨為輻鰭魚綱鰈形目鰨亞目舌鰨科的其中一種，分布於中太平洋東部墨西哥至厄瓜多半鹹水、海域，棲息深度1-100公尺，體長可達15.8公分，棲息在沙泥底質底層水域，生活習性不明。

## 扩展阅读
維基物種上的相關：長無線鰨